# Bělozubky
Bělozubky (Crocidurinae) jsou jedna z podčeledí z čeledi rejskovitých.
Vnější vrstva zubů těchto rejsků je bílá, na rozdíl od rudozubých. Tyto druhy se obvykle vyskytují v Africe a jižní Evropě a Asii.

## Taxonomie
Dříve uváděné rody Congosorex, Myosorex a Surdisorex byly přesunuty do podčeledi Myosoricinae. Podčeleď tedy obsahuje 9 rodů:
- Crocidura (Wagler, 1832) - bělozubka
- Diplomesodon (Brandt, 1852) - bělozubka
- Feroculus (Kelaart, 1852) - bělozubka
- Paracrocidura (Heim de Balsac, 1956) - bělozubka
- Ruwenzorisorex (Hutterer,, 1986) - bělozubka
- Scutisorex (Thomas, 1913) - rejskovec
- Solisorex (Thomas, 1924) - bělozubka
- Suncus (Ehrenberg, 1832) - bělozubka
- Sylvisorex (Thomas, 1904) - bělozubka